# ليني كاري
ليني كاري هو سياسي أمريكي، ولد في 19 يوليو 1970 في كي ويست في الولايات المتحدة. نشط حزبياً في الحزب الجمهوري.